# Francis Beaumont

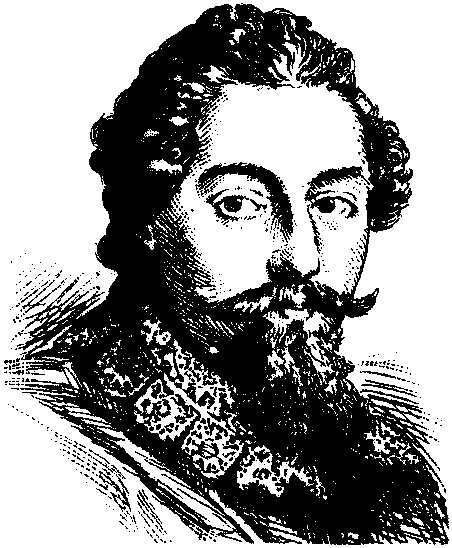
Francis Beaumont

Francis Beaumont (Grace-Dieu (Leicestershire), 1584 – Londen, 6 maart 1616) was een Engels toneelschrijver in de bloeiperiode van het Engels renaissancetheater.
Beaumont was de zoon van een rechter en leek na zijn studie in Oxford in zijn vaders voetsporen te volgen. Hij bleek echter geen grote interesse voor het vak te tonen en heeft waarschijnlijk nooit als jurist gewerkt. Hij begon te schrijven en raakte in Londen bevriend met onder anderen de toneelschrijver en acteur Ben Jonson.
Francis Beaumont verwierf faam door zijn intensieve samenwerking met zijn goede vriend John Fletcher, met wie hij zelfs een tijdlang samenwoonde in de 'theaterwijk' Bankside in Southwark, en alles deelde. Deze samenwerking begon vermoedelijk al in 1605, het jaar waarin zijn eerste stuk, de komedie The Woman Hater, verscheen, dat hij schreef voor het kindergezelschap Children of Paul's.
In elk geval werkten zij samen vanaf 1607 en hun stukken genoten veel succes. Zij werden de 'huisschrijvers' van het gezelschap de King's Men en kunnen als zodanig gezien worden als de opvolgers van William Shakespeare.
De innige samenwerking, die zeker 50 stukken opleverde, duurde tot 1613, toen Beaumont trouwde met de rijke erfgename Ursula Isley en zich terugtrok uit de theaterwereld. Hij overleed na een korte ziekte op 32-jarige leeftijd en werd onder grote belangstelling begraven in Westminster Abbey.
Naast The Woman Hater uit 1606 wordt het uit 1607 daterende werk The Knight of the Burning Pestle gezien als solowerk van Beaumont.
De eerste uitgave van het gezamenlijk werk van Beaumont en Fletcher dateert uit 1647.